# Jean-Baptiste Noulet

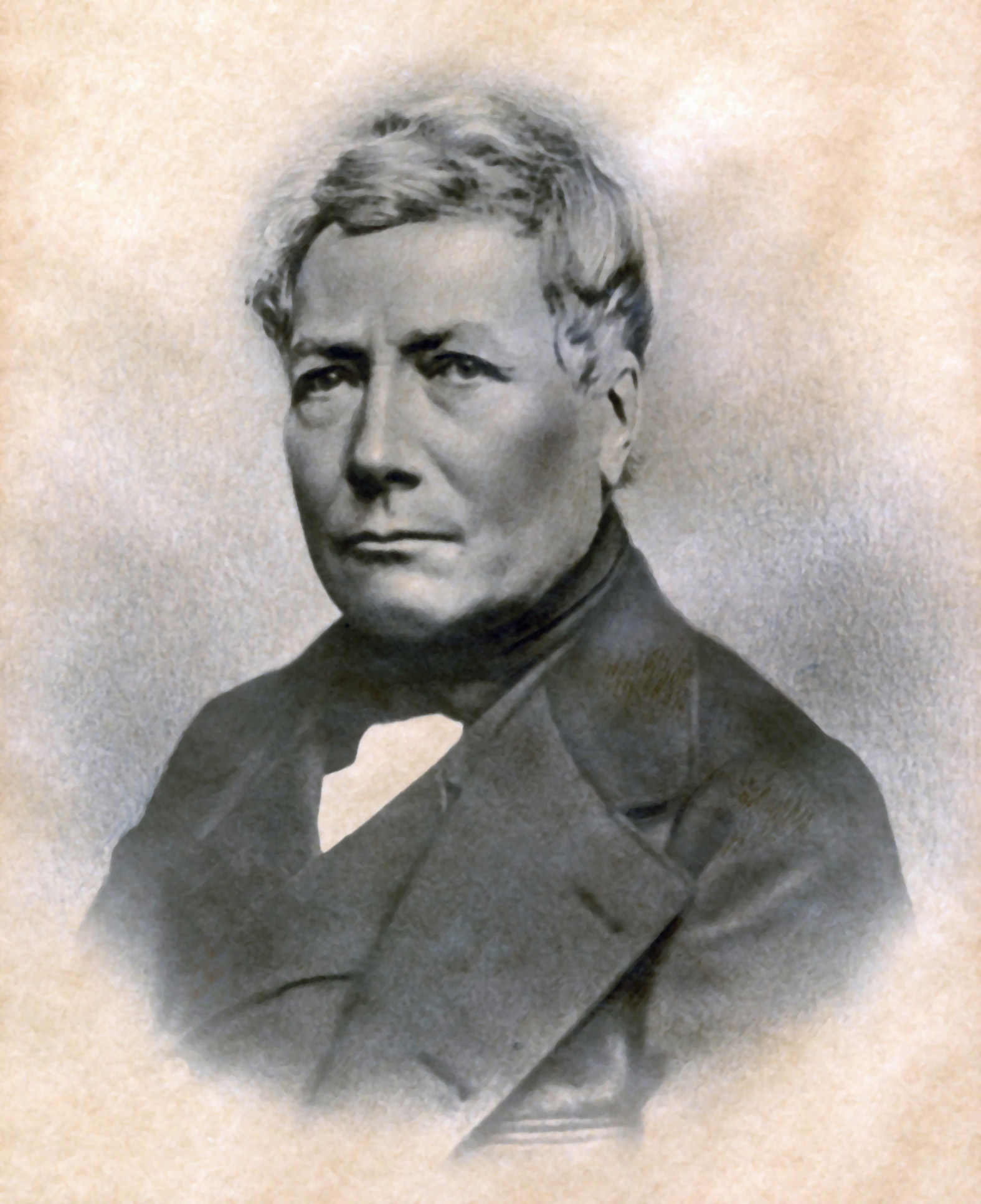
Jean-Baptiste Noulet

Jean-Baptiste Noulet (* 1. Mai 1802 in Venerque, Département Haute-Garonne; † 24. Mai 1890 ebenda) war ein französischer Naturforscher, Botaniker, Zoologe, Paläontologe und Romanist.

## Leben und Werk
Noulet promovierte 1832 in Montpellier im Fach Medizin. 1838 richtete die Stadt Toulouse ihm einen Lehrstuhl für Landwirtschaft ein. 1841 übernahm er den Lehrstuhl für Histoire naturelle médicale. 1850 wurde er Präsident der Akademie der Wissenschaften von Toulouse. Er machte wichtige prähistorische Funde, die in das neu gegründete Museum für Vor- und Frühgeschichte von Toulouse eingingen, dessen Leiter er 1872 wurde. Daneben publizierte er über 60 Jahre lang Forschungen zum Okzitanischen, die ihm in der frühen Romanistik einen Namen machten.
In Toulouse und Venerque wurden Straßen und Schulen nach ihm benannt.

## Werke

### Naturwissenschaft (Auswahl)
- Précis analytique de l'histoire naturelle des mollusques terrestres et fluviatiles qui vivent dans le Bassin Sous-Pyrénéen, Toulouse 1834
- Flore du bassin sous-pyrénéen, ou description des plantes qui croissent dans la Haute-Garonne, le Tarn, le Tarn et Garonne, le Lot, le Lot et Garonne, le Gers, l'Ariège, etc., Toulouse 1937

### Romanistik
- De la légitimité du nom de Goudelin, appliqué à l'auteur du Ramelet moundi, Toulouse 1843
- (Bearbeiter) Las joyas del gay saber = Les joies du gai savoir. Recueil de poésies en langue romane couronnées par le Consistoire de la gaie-science de Toulouse depuis l'an 1324 jusques en l'an 1498, hrsg. von Adolphe-Félix Gatien-Arnoult, Paris/Toulouse 1849, Genf 1977
- Essai sur l'histoire littéraire des patois du midi de la France aux XVIe et XVIIe siècle, Paris 1856, 1859, 1877, Genf 1971
- Recherches sur l'état des lettres romanes dans le midi de la France, au XVIe siècle, suivies d'un choix de poésies inédites de cette époque, Paris 1860
- (Hrsg.) Vie de Sainte Marguerite, en vers romans, Toulouse 1875
- (Hrsg.) Ordenansas et coustumas del Libre blanc, Montpellier 1876
- (Hrsg.) Las Nonpareilhas receptas per far las femnas tindentas, risentas, plasentas... et mais per las far pla cantar et caminar honestamen et per compas, Montpellier 1880
- (Hrsg.) Oeuvres de Pierre Goudelin (Pierre Godolin), Toulouse 1887
- (Hrsg. mit Camille Chabaneau) Deux manuscrits provençaux du XIVe siècle contenant des poésies de Raimon de Cornet, de Peire de Ladils et d'autres poètes de l'école toulousaine, Montpellier 1888, Genf/Marseille 1973

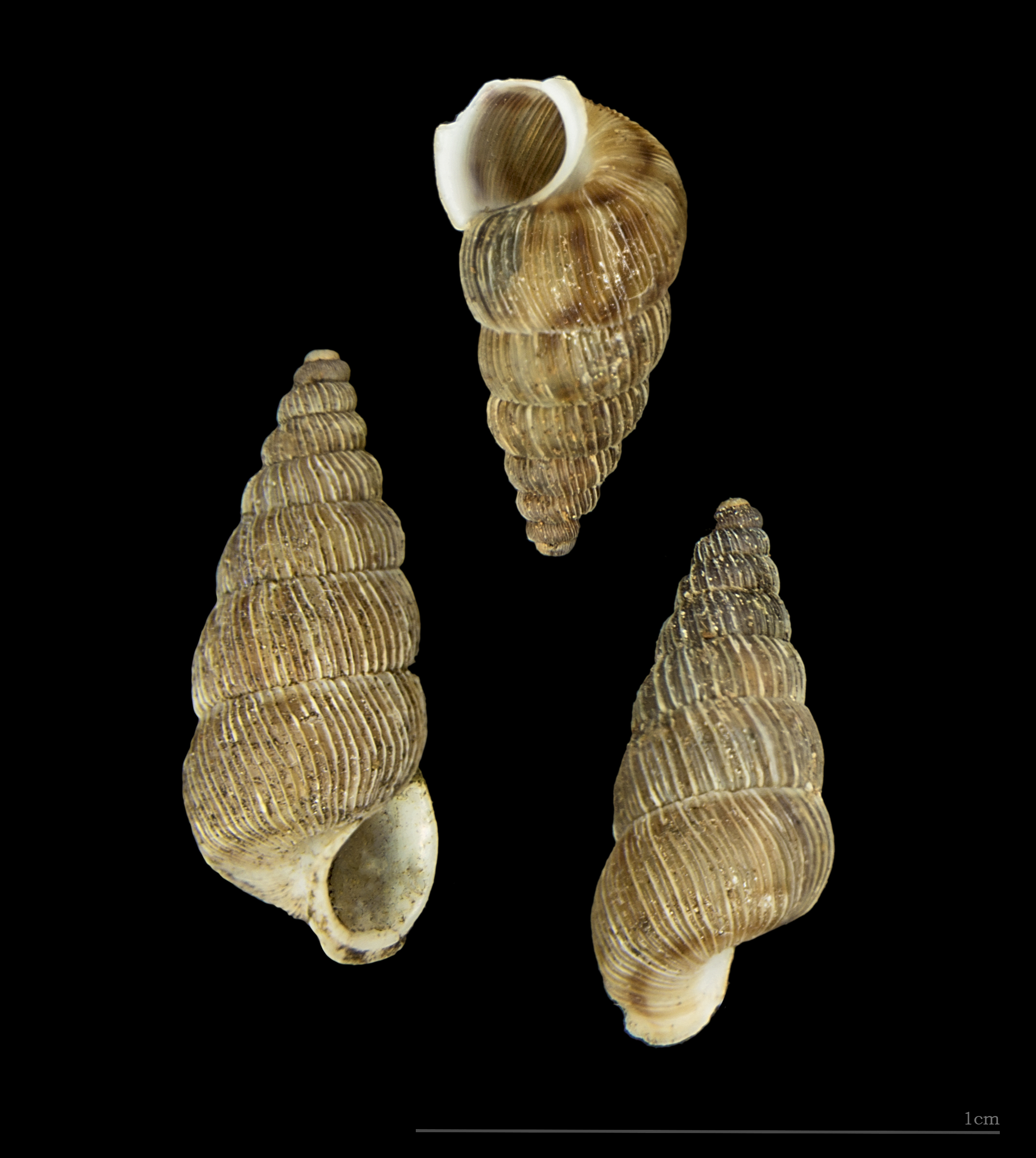
Cochlostoma nouleti
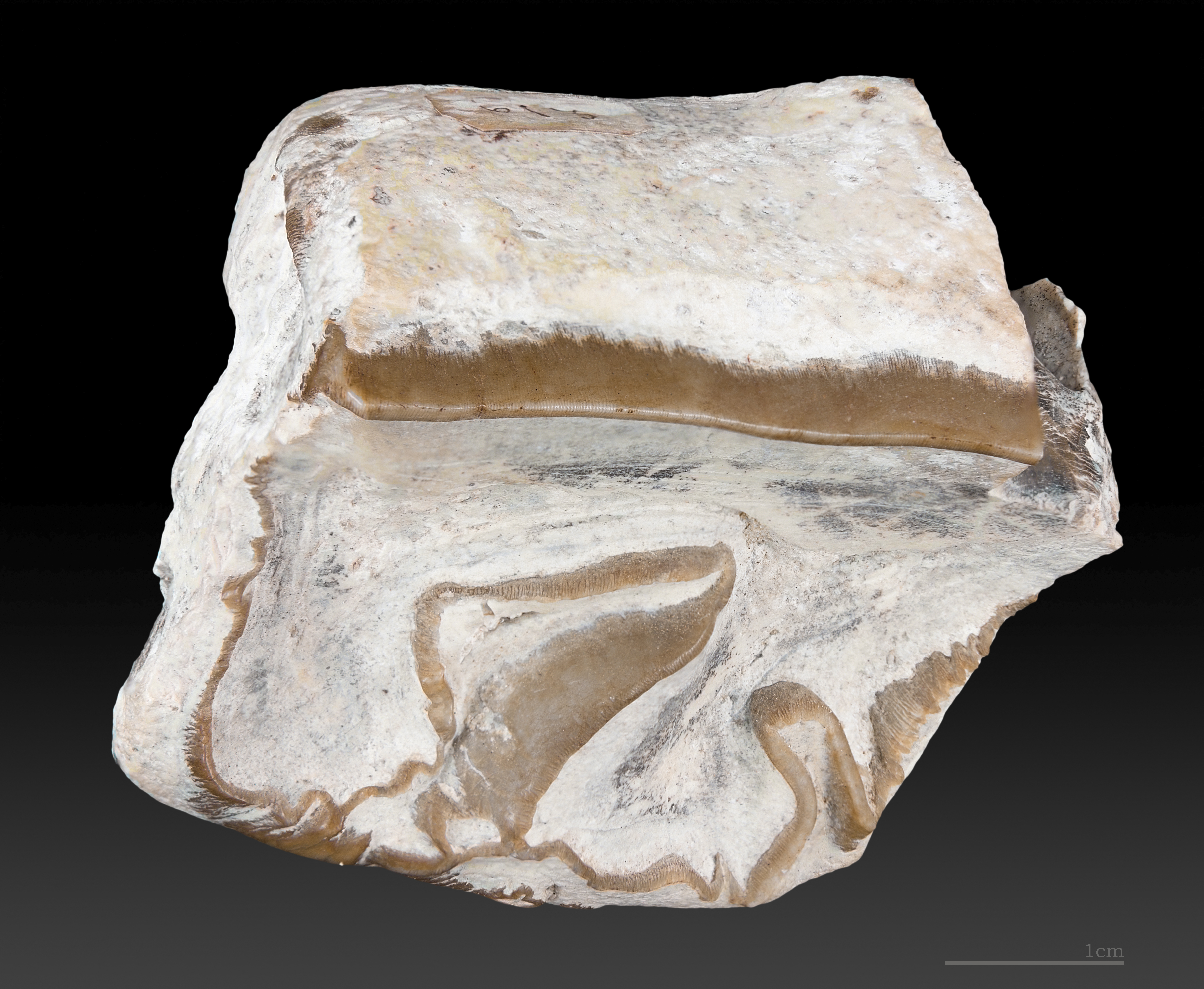
Paratyp  Cadurcotherium nouleti